# Black and White America
Black and White America è il nono album in studio di Lenny Kravitz, pubblicato il 29 agosto 2011.

## L'album
Il 13 dicembre 2010 Lenny Kravitz annunciò che il nuovo album si sarebbe dovuto chiamare Black and White America, e infatti è uscito con questo titolo nel 2011 . Inoltre è il primo album registrato su etichetta della Roadrunner Records.
Il primo singolo ad essere stato estratto negli Stati Uniti è stato Come On Get It, ma il vero primo singolo pubblicato in tutto il mondo ed Europa è stato Stand. Quest'ultimo è stato pubblicato e diffuso in radio il 6 giugno 2011. Il 6 novembre 2011 entra in rotazione radiofonica il secondo singolo, Push.

## Tracce
1. Black and White America – 4:35 (Kravitz, Craig Ross)
2. Come On Get It – 4:26 (Kravitz, Ross)
3. In the Black – 3:24
4. Liquid Jesus – 3:28
5. Rock Star City Life – 3:24 (Kravitz, Ross)
6. Boongie Drop (featuring Jay-Z and DJ Military) – 3:49
7. Stand – 3:20
8. Superlove – 3:29 (Kravitz, Ross)
9. Everything – 3:38
10. I Can't Be Without You – 4:48
11. Looking Back on Love – 5:36
12. Life Ain't Ever Been Better Than It Is Now – 4:17
13. The Faith of a Child – 4:06
14. Sunflower (featuring Drake) – 4:14 (Kravitz, Swizz Beatz)
15. Dream – 5:11
16. Push – 4:23

Bonus tracks
1. Black and White America (versione acustica) - 3:08
2. Everything (versione acustica) - 3:06

DVD
1. Black and White America (versione acustica)
2. Everything (versione acustica)
3. Liquid Jesus (video in studio)
4. I Can't Be Without You (video in studio)
5. Dream (video in studio)
6. War (Finding the Groove) (video in studio)

### Vinile

#### Disco 1
Lato A
1. Black And White America - 4:34
2. Come on Get It - 4:26
3. In the Black - 3:23
4. Liquid Jesus - 3:27

Lato B
1. Rock Star City Life - 3:24
2. Boongie Drop - 3:48
3. Stand - 3:19
4. Superlove - 3:28

#### Disco 2
Lato A
1. Everything - 3:38
2. I Can't Be Without You - 4:48
3. Looking Back on Love - 5:35
4. Life Ain't Ever Better Than It Is Now - 4:17

Lato B
1. The Faith of a Child - 4:05
2. Sunflower - 4:14
3. Dream - 5:11
4. Push - 4:23

### Target deluxe edition
CD bonus tracks
1. Dance Around the Fire - 4:03
2. Leaders of Tomorrow - 4:12
3. What Do You Want From Me - 3:09
4. War - 4:12
5. Black and White America - 3:08
6. Everything - 3:06

### iTunes deluxe edition
CD bonus tracks
1. War - 4:11
2. Black and White America (versione acustica) - 3:06
3. Stand (video) - 4:53
4. Black and White America (video, live at the Shack) - 3:02

## Formazione
- Lenny Kravitz - voce, cori, sintetizzatore, basso, bonghi, legni, congas, campanaccio, batteria, farfisa, pianoforte, ARP, sequencer, Fender Rhodes, mellotron, maracas, glockenspiel, maracas, chitarra acustica, chitarra elettrica, organo Hammond B3, battito di mani, clavicembalo, scacciapensieri, maracas, pianoforte, tamburello basco, timpani, vibrafono
- Craig Ross - chitarra a 12 corde, programmazione, chitarra acustica, chitarra acustica, chitarra elettrica, battito di mani
- David Baron - sintetizzatore
- George Laks - pianoforte, Fender Rhodes, sintetizzatore
- Kenji Buch - viola
- Nurt Nikkanen - violino
- Darret Adkins - violoncello
- Mike Hunter - tromba
- David Palma - tromba
- Augie Hass - tromba, sax
- Troy Andrews - trombone
- Ed Calle - sax
- Harold Todd - sax
- Mathieu Bitton - battito di mani
- Tony Brett - battito di mani
- Lisa Soto - battito di mani
- Donna Allen - cori
- Vincent Broomfield - cori
- Leesa Richards - cori
- Rickey Washington - cori
- Dee Dee Wilde - cori

## Classifiche
| Classifica (2011) | Posizione raggiunta |
| ----------------- | ------------------- |
| Italia            | 8                   |
| Svizzera          | 1                   |
| Austria           | 2                   |
| Francia           | 7                   |
| Paesi Bassi       | 2                   |
| Svezia            | 42                  |
| Finlandia         | 8                   |
| Danimarca         | 29                  |
| Spagna            | 3                   |
| Messico           | 46                  |